# Марганецький гірничо-збагачувальний комбінат
Марганецький гірничо-збагачувальний комбінат (ВАТ «МАРГАНЕЦЬКИЙ ГЗК») — один з найбільших у світі продуцентів марганцевого концентрату. Друге за потужністю після Покровського ГЗК підприємство з видобутку і збагачення марганцевої руди в Україні. ГЗК розробляє Грушевсько-Басанську ділянку на східній частині Нікопольського родовища. Розробка ведеться підземним (80 %) і відкритим способами: п'ятьма шахтами і двома кар'єрами (2000 р). У структуру Марганецького ГЗК також входять дві збагачувальні фабрики і комплекс хімічного збагачення.
Підприємство випускає марганцеві концентрати різних сортів, марганець сірчанокислий кристалічний і в розчині. Частка його продукції на українському ринку марганцю становить 30 %. Основними споживачами продукції виступають Нікопольський і Запорізький феросплавні заводи, в меншій мірі — інші металургійні підприємства України. Близько 5 % продукції, що виробляється йде на експорт (в Польщу, Словаччину, Чехію, Румунію, Росію).
У 2000 р. АТЗТ «Компанія „Пріват Інтертрейдінг“», ПриватБанк і компанія St. John Trading Overseas Ltd. спільно інвестували у ВАТ «Марганецький гірничо-збагачувальний комбінат» 10.5 млн дол. Це дозволило ГЗК почати оновлення обладнання і спільну з галузевими інститутами роботу над удосконаленням технологій.
Марганцевий концентрат виробництва Марганецького ГЗК продається на українському ринку. 
Основними покупцями є Нікопольський і Запорізький заводи феросплавів.
У листопаді 2016 р Марганецький ГЗК продовжив спеціальні права надрокористування до серпня 2036 р.
У 2018 р. розпочато проект будівництва цеху з переробки шламів марганцевої руди. Сума інвестицій – $16,5 млн.

## Виробництво
У 2000 р видобуток сирої марганцевої руди склав 2,6 млн т/рік. У 2000 р. Марганецький ГЗК збільшив виробництво марганцевого концентрату в порівнянні з 1999 роком на 58.3 % — до 917 тис. т, у 2001 р. — до 1 млн т, а в 2002 р. 1,1-1,2 млн т концентрату.
В 2011 р. комбінат виробив 748,8 тис. тонн марганцевого концентрату.
На кінець жовтня 2001 р. статутний фонд ВАТ «Марганецький гірничо-збагачувальний комбінат» становить 54166.4 тис.грн., номінал акції — 0.25 грн. Найбільшими акціонерами ОАО є ПриватБанк (23.62 %), компанії «Блюмберг» (25 %), «Варкидж Лімітед» (10.406 %), St. John Trading (9.5 %), Ulrich Limited (8.5 %), Oksidental Ltd. (8.2 %), «Рафелс Лтд.» (9.5 %).

### Об'єми виробництва
Марганцевий концентрат:
- 2012 — 696 тис. т
- 2013 — 441 тис. т
- 2014 — 648 тис. т
- 2015 — 584 тис. т
- 2016 — 512 тис. т
- 2017 — 545 тис. т
- 2018 — 582 тис. т

## Кількість працівників
Станом на 2010 рік на заводі працює 5594 працівників.
Чистий збиток підприємства за 2010 р. — 127,074 млн гривень
Середня заробітна плата (до стягнення податків на рівні працівника) — 112 тис. грн на рік.